# Atac împotriva lui Rommel
Atac împotriva lui Rommel (în engleză Raid on Rommel) este un film B american de război din 1971 regizat de Henry Hathaway care a fost produs în Technicolor. A fost distribuit de Universal Studios. Coloana sonoră este compusă de Hal Mooney. A avut premiera la 12 februarie 1971.
În rolul principal joacă Richard Burton ca un comandant britanic care încearcă să distrugă tunurile germane din Tobruk. O mare parte din scenele de acțiune au fost reutilizate din filmul Tobruk din 1967, iar povestea este aceeași în mare măsură.

## Distribuție
Rolurile principale au fost interpretate de actorii:

- Richard Burton - Capt. Alex Foster
- John Colicos - Sgt. Allan MacKenzie
- Clinton Greyn - Maj. Hugh Tarkington
- Wolfgang Preiss - Erwin Rommel
- Danielle De Metz - Vivianne Gagliardo
- Karl-Otto Alberty - Capt. Heinz Schroeder
- Christopher Cary - Cpl. Peter Merrihew
- John Orchard - Dan Garth
- Brook Williams - Sgt. Joe Reilly
- Greg Mullavy - Pte. Ed Brown
- Ben Wright - Admiral
- Michael Sevareid - Cpl. Bill Wembley
- Chris Anders - Tank Sergeant

## Vezi și
- Listă de filme străine până în 1989
- The Rats of Tobruk (1944)
- Șobolanii deșertului (1953)
- Tobruk (1967)
- Tobruk (2008)